# Pallamano ai Giochi della XXV Olimpiade - Torneo femminile
Il torneo femminile di pallamano ai Giochi della XXV Olimpiade si è svolto dal 30 luglio all'8 agosto 1992 ed è stato ospitato dal Palazzo dello sport di Granollers e dal Palau Sant Jordi di Barcellona.
La medaglia d'oro è stata vinta per la seconda volta consecutiva dalla Corea del Sud, che ha superato in finale per 28-21 la Norvegia, alla quale è andata la medaglia d'argento. La medaglia di bronzo è stata vinta dalla Squadra Unificata, in rappresentanza della Comunità degli Stati Indipendenti, che nella finale per il terzo posto ha sconfitto la Germania.
Rispetto al torneo olimpico del 1988, le prime due classificate dei due gironi preliminari accedevano alle semifinali. Alla fase finale hanno avuto accesso le tre squadre che erano salite sul podio nel 1988, cioè Corea del Sud, Norvegia e Squadra Unificata (come erede dell'Unione Sovietica) più la nazionale della Germania unificata. La finale mise di fronte le prime due classificate del 1988, con la Corea del Sud che batté agevolmente e nuovamente la Norvegia, dopo averla superata anche nel girone preliminare, confermandosi sul gradino più alto del torneo olimpico. La Squadra Unificata ebbe la meglio sulla Germania col punteggio di 24-20 per la conquista del gradino più basso del podio.

## Formato
Le otto squadre partecipanti sono state divise in due gironi da quattro e ciascuna squadra affronta tutte le altre, per un totale di tre giornate. Le prime due classificate accedevano alle semifinali, mentre le terze e quarte classificate accedevano alle finali per i piazzamenti.

## Squadre partecipanti
|                           | Data                          | Sede          | Posti | Qualificate                                 |
| ------------------------- | ----------------------------- | ------------- | ----- | ------------------------------------------- |
| Paese organizzatore       |                               |               | 1     | Spagna                                      |
| Campionato mondiale 1990  | 24 novembre - 4 dicembre 1990 | Corea del Sud | 4     | Squadra Unificata Germania Austria Norvegia |
| Campionato asiatico 1991  | 22-31 agosto 1991             | Giappone      | 1     | Corea del Sud                               |
| Campionato femminile 1991 | 30 settembre - 6 ottobre 1991 | Brasile       | 1     | Stati Uniti                                 |
| Campionato africano 1991  | 6-13 settembre 1991           | Egitto        | 1     | Nigeria                                     |
| Totale                    |                               |               | 8     |                                             |

## Fase a gironi

### Girone A

#### Classifica
| Pos. | Squadra           | Pt | G | V | N | P | GF | GS | DR  |
| ---- | ----------------- | -- | - | - | - | - | -- | -- | --- |
| 1.   | Squadra Unificata | 6  | 3 | 3 | 0 | 0 | 77 | 56 | +21 |
| 2.   | Germania          | 4  | 3 | 2 | 0 | 1 | 86 | 61 | +25 |
| 3.   | Stati Uniti       | 2  | 3 | 1 | 0 | 2 | 55 | 76 | -21 |
| 4.   | Nigeria           | 0  | 3 | 0 | 0 | 3 | 56 | 81 | -25 |

#### Risultati
| 30 luglio 1992, ore 10:00 | Germania | 32 – 17 (12-9) | Nigeria |  |

| 30 luglio 1992, ore 15:00 | Squadra Unificata | 23 – 16 (14-9) | Stati Uniti |  |

| 1º agosto 1992, ore 10:00 | Squadra Unificata | 26 – 18 (15-5) | Nigeria |  |

| 1º agosto 1992, ore 15:00 | Germania | 32 – 16 (16-6) | Stati Uniti |  |

| 3 agosto 1992, ore 10:00 | Stati Uniti | 23 – 21 (12-9) | Nigeria |  |

| 3 agosto 1992, ore 16:30 | Squadra Unificata | 28 – 22 (13-14) | Germania |  |

### Girone B

#### Classifica
| Pos. | Squadra       | Pt | G | V | N | P | GF | GS | DR  |
| ---- | ------------- | -- | - | - | - | - | -- | -- | --- |
| 1.   | Corea del Sud | 5  | 3 | 2 | 1 | 0 | 82 | 61 | +21 |
| 2.   | Norvegia      | 4  | 3 | 2 | 0 | 1 | 55 | 60 | -5  |
| 3.   | Austria       | 3  | 3 | 1 | 1 | 1 | 64 | 62 | +2  |
| 4.   | Spagna        | 0  | 3 | 0 | 0 | 3 | 50 | 68 | -18 |

#### Risultati
| 30 luglio 1992, ore 11:30 | Austria | 20 – 16 (9-4) | Spagna |  |

| 30 luglio 1992, ore 16:30 | Corea del Sud | 27 – 16 (13-11) | Norvegia |  |

| 1º agosto 1992, ore 11:30 | Norvegia | 20 – 16 (9-7) | Spagna |  |

| 1º agosto 1992, ore 16:30 | Corea del Sud | 27 – 27 (12-12) | Austria |  |

| 3 agosto 1992, ore 11:30 | Norvegia | 19 – 17 (9-10) | Austria |  |

| 3 agosto 1992, ore 16:30 | Corea del Sud | 28 – 18 (15-7) | Spagna |  |

## Fase finale

### Tabellone
|  | Semifinali        | Semifinali        | Semifinali |          |               | Finale             | Finale             | Finale             |  |
|  |                   |                   |            |          |               |                    |                    |                    |  |
|  | Norvegia          | Norvegia          | 23         |          |               |                    |                    |                    |  |
|  | Norvegia          | Norvegia          | 23         |          |               |                    |                    |                    |  |
|  | Squadra Unificata | Squadra Unificata | 20         |          |               |                    |                    |                    |  |
|  | Squadra Unificata | Squadra Unificata | 20         |          | Corea del Sud | Corea del Sud      | 28                 |                    |  |
|  |                   |                   |            |          | Corea del Sud | Corea del Sud      | 28                 |                    |  |
|  |                   |                   | Norvegia   | Norvegia | 21            |                    |                    |                    |  |
|  | Corea del Sud     | Corea del Sud     | Norvegia   | Norvegia | 21            | 26                 |                    |                    |  |
|  | Corea del Sud     | Corea del Sud     |            |          |               | 26                 |                    |                    |  |
|  | Germania          | Germania          | 25         |          |               | Finale terzo posto | Finale terzo posto | Finale terzo posto |  |
|  | Germania          | Germania          | 25         |          |               |                    |                    |                    |  |
|  |                   |                   |            |          |               |                    |                    |                    |  |
|  |                   |                   |            |          |               | Squadra Unificata  | Squadra Unificata  | 24                 |  |
|  |                   |                   |            |          |               | Squadra Unificata  | Squadra Unificata  | 24                 |  |
|  |                   |                   |            |          |               | Germania           | Germania           | 20                 |  |

### Semifinali
| Granollers 6 agosto 1992, ore 14:00 | Norvegia | 23 – 20 (12-11) | Squadra Unificata | Palazzo dello sport |

| Granollers 6 agosto 1992, ore 16:00 | Corea del Sud | 26 – 25 (17-13) | Germania | Palazzo dello sport |

### Finale 7º posto
| 7 agosto 1992, ore 9:00 | Spagna | 26 – 17 (14-5) | Nigeria |  |

### Finale 5º posto
| 7 agosto 1992, ore 11:00 | Austria | 26 – 17 (11-6) | Stati Uniti |  |

### Finale 3º posto
| Barcellona 8 agosto 1992, ore 10:00 | Squadra Unificata | 24 – 20 (10-9) | Germania | Palau Sant Jordi |

### Finale
| Barcellona 8 agosto 1992, ore 10:00 | Corea del Sud | 28 – 21 (16-8) | Norvegia | Palau Sant Jordi |

## Classifica finale
| Pos | Squadre           |
| --- | ----------------- |
|     | Corea del Sud     |
|     | Norvegia          |
|     | Squadra Unificata |
| 4   | Germania          |
| 5   | Austria           |
| 6   | Stati Uniti       |
| 7   | Spagna            |
| 8   | Nigeria           |

## Statistiche

### Classifica marcatrici
| Pos. | Nome               | Nazionale         | Reti |
| ---- | ------------------ | ----------------- | ---- |
| 1    | Natal'ja Morskova  | Squadra Unificata | 41   |
| 2    | Lim O-kyeong       | Corea del Sud     | 30   |
| 3    | Jasna Kolar-Merdan | Austria           | 23   |
| 3    | Lee Mi-young       | Corea del Sud     | 23   |
| 5    | Silvia Schmitt     | Germania          | 22   |
| 6    | Heidi Sundal       | Norvegia          | 21   |
| 7    | Oh Seong-ok        | Corea del Sud     | 20   |
| 8    | Auta Olivia Sana   | Nigeria           | 19   |
| 8    | Marina Bazanova    | Squadra Unificata | 19   |

## Premi individuali
Migliori giocatrici del torneo.
| Ruolo            | Giocatrice        |
| ---------------- | ----------------- |
| Portiere         | Marianna Racz     |
| Ala sinistra     | Lee Mi-young      |
| Terzino sinistro | Natal'ja Morskova |
| Centrale         | Lim O-kyeong      |
| Terzino destro   | Silvia Schmitt    |
| Ala destra       | Marina Bazanova   |
| Pivot            | Heidi Sundal      |